# 斉藤ちあき
斉藤 ちあき（さいとう ちあき）は、日本の元AV女優。
神奈川県出身で、1969年3月1日生まれ（1970年8月20日生まれが事実だとも言われている）。

## プロフィール
- 1988年に『紫光線』現代映像からAVデビュー。

## 出演作品

### 1988年
- 紫光線（しこうせん）（10月5日、現代映像）※デビュー作
- 熱地帯（ねっちたい）（サーチ）
- ボッキー18 ここまでヌキッチョ（アリスJAPAN）- 共演：仲村梨沙・高橋ますみ・鴇ルリ子
- ボッキー19 しめてクッション!（アリスJAPAN）-　共演：仲村梨沙・坂口蘭子
- 不純異性交遊　（KUKI）-共演：中村小夜子
- ボッキー20 みんなでハモッチョ!!（1988年、アリスJAPAN）…オムニバス作品　他出演:舞坂ゆい、沙也加、坂口蘭子
- ボッキー21 こってりヌップリ　（1988年、アリスJAPAN）…オムニバス作品　他出演:沙也加、坂口蘭子、藤沙月
- 「ビデオワールド1」88年KUKI　広瀬未希柏木よしみ上原ゆかり水樹亜美舞坂ゆい他

### 1989年
- おしゃぶり 斎藤ちあき（2月5日、ロコ）
- スペルマドリンク10 PART2 鮎川真理・斉藤ちあき・結城つかさ ほか （7月7日、現代映像企画）全10名
- 激射 7 Part4（9月5日、サーチ）- オムニバス作品
- 夢・産みます 妊婦（サーチ Y-034）
- 若奥さまは妊娠中（12月5日、サーチ Y-037）
- ボッキー45 総集編 激まんパコパコ 後編（アリスJAPAN）- オムニバス作品
  - 他出演：鮎川真理・舞坂ゆい・片山樹奈・結城つかさ・山本なつき・白浜なぎさ・星野小百合
  - 前原祐子・北村美加・鴇ルリ子・加納妖子・徳大寺笙子・仲村梨沙・望月未来
- どれい妻 （サムビデオ）…共演:高樹陽子、石井香織、加納妖子、井上美樹、沙也加、るか
- 亨楽の夜
- 激愛（SAM）
- SWEET QUEENS
- 極限遊戯（新東宝 Y-53）

### 1990年
- ノドまで土足で（ルナ・エンタープライズ LUV-039）

### 1993年
- 招待状 （2月25日、KUKI）…共演:菊池エリ、浅井理恵、斉藤ちあき

### 2005年
- 復刻ビデオ大全集　ビデオスーパーAVギャル

### 2007年
- どれい妻、女狩り（10月31日、ビデオバンク）全11名 ※「どれい妻/斎藤ちあき」「快楽ハンター女狩り/叶順子」を収録

### リリース年不明
- エンドレスナイト　（アースクエイク）

## 出版

### 雑誌
- ビデオ・ザ・ワールド　1989年2月号（白夜書房）
- ビデオ・ザ・ワールド　1989年5月号（白夜書房）
- ビデオ・ザ・ワールド　1989年8月号（白夜書房）
- ビデオ THE ワールド 1994年7月号（白夜書房）